# Evolución (álbum de Menudo)
Evolución é o décimo sexto álbum de estúdio (décimo quarto em espanhol) da boy band porto-riquenha Menudo, lançado em 1984. Marca a estreia de Ricky Martin, que substituiu Ricky Meléndez, o último integrante da formação original, que estava perto de completar 17 anos de idade. Outros integrantes dessa época incluem Ray, Robby, Charlie e Roy.
Martin não foi a primeira escolha para integrar o grupo. O irmão de Ray, Raúl Reyes, trabalhava como vocal de apoio e foi considerado para ingressar no Menudo, assim como Tico Santana, que também era um nome cogitado na época, mas, por razões desconhecidas, optou-se por Ricky Martin. Este também foi o último álbum que Ray Reyes gravou como um dos integrantes.
O álbum foi indicado ao Grammy Award para Melhor Álbum Pop Latino de 1985. Comercialmente, tornou-se um sucesso, teve tiragem inicial de 700 mil cópias no Brasil e ganhou um disco de diamante após atingir a marca de 1 milhão de cópias vendidas no país. Na época do lançamento do álbum, o grupo já tinha vendido mais de 10,7 milhões de cópias com toda a sua discografia.

## Novo integrante
Depois de conseguir uma fama modesta em Porto Rico por seu trabalho em comerciais de televisão, Ricky Martin fez uma audição para ser membro da banda porto-riquenha Menudo. Embora os executivos gostassem de sua dança e cantoria em suas duas primeiras audições, Martin foi rejeitado porque era muito pequeno. Na terceira audição, sua persistência impressionou os executivos e, em 1984, já com doze anos de idade, tornou-se um dos integrantes.
Um mês depois de se juntar ao Menudo, ele fez sua performance de estreia com o grupo no Luis A. Ferré Performing Arts Center, em San Juan. Durante esta apresentação, ele desobedeceu inadvertidamente a coreografia caminhando ao redor do palco, quando foi planejado que ele ficasse quieto e foi castigado pelo gerente da banda após o show, segundo o cantor: "O erro foi tão grande que, a partir desse momento, nunca mais mudei de posição quando não deveria fazê-lo ... Essa era a disciplina de Menudo: você fazia as coisas da maneira que lhe disseram ou não faria mais parte do grupo".

## Singles
"Sabes a chocolate" chegou a ficar na posição de número 1 na lista das canções mais executadas nas rádios de língua hispânica de Chicago, de acordo com a  revista Billboard. No Brasil, também atingiu a primeira posição, enquanto em La Paz, na Bolívia, atingiu a posição de número 3. Em Porto Rico atingiu a posição de número 10, e no Rio de Janeiro a posição de número 4.

## Turnê no Brasil
Aproveitando o sucesso da passagem do grupo no Brasil, foi lançado a marca Menudo, promovido pela empresa de publicidade Via Brasil em parceria com a Padosa American Inc. A marca tinha como objetivo comercializar mais de 200 produtos, como itens escolares e brindes promocionais. A estratégia de marketing incluiu um contrato para 12 shows em grandes capitais, e a possibilidade de contratos publicitários, desde que houvesse respeito coma imagem "limpa" do Menudo. A turnê começou em 26 de fevereiro de 1985, em Belém do Pará.
O show do Estádio do Arruda, em Recife, reuniu cerca de 60 mil pessoas em 1º de março de 1985, com ingressos vendidos inicialmente por Cr$ 8.000 para arquibancadas, mas que chegaram a custar Cr$ 9.000 nas mãos de cambistas. A estrutura do evento incluía áreas diferenciadas como pista com cadeiras, pista livre e arquibancadas. Mais de 200 soldados e seis viaturas foram mobilizados no Aeroporto dos Guararapes, mas não evitaram tumultos com fãs que quebraram portões e obrigaram o grupo a usar a saída do Aeroporto Militar. O show foi criticado pelo uso do uso de playback.
Em Santos, vinte e cinco mil fãs recepcionaram o quinteto no estádio da Vila Belmiro, às 20h45, após um atraso de quatro horas causado pelo mau tempo que afetou todo o Estado, obrigando o grupo a se deslocar de ônibus para Sorocaba e, posteriormente, para Santo André antes de chegar ao local do show. Apesar de problemas logísticos, como a redução do show em Sorocaba (40 minutos) e a ausência de técnicos de som e iluminação, a produção conseguiu manter a qualidade do espetáculo, que foi considerado um sucesso, com 25 mil pessoas presentes.
O SBT transmitiu diariamente boletins especiais sobre o dia a dia dos Menudos no Brasil, exibidos às 14h45, 19h45 e 22h15. Além disso, flashes dos shows ao vivo foram apresentados em programas como Clube do Bolinha (Band), e  Programa Barros de Alencar (Record).

## Recepção crítica
| Críticas profissionais | Críticas profissionais |
| Avaliações da crítica  | Avaliações da crítica  |
| Fonte                  | Avaliação              |
| ---------------------- | ---------------------- |
| AllMusic               | [ 17 ]                 |
| Correio Braziliense    | Desfavorável           |

Em relação as resenhas dos críticos especializados em música, o crítico do site AllMusic o avaliou com apenas uma estrela de cinco. Apesar disso, não escreveu nenhum comentário para o álbum.
O crítico do jornal Correio Braziliense afirmou que a produção musical era altamente refinada, mas sem autenticidade, comparando as músicas a produtos pasteurizados, feitos para agradar um público amplo, mas sem inovação. Segundo ele, apesar dos músicos talentosos, o álbum carece de originalidade, resultando em uma sonoridade infantil e previsível.

## Prêmios e indicações
O álbum foi indicado ao Grammy Award para Melhor Álbum Pop Latino de 1985, na mesma categoria concorriam María Conchita Alonso (María Conchita), José Feliciano (Como Tu Quieres), José José (Secretos), Johnny (Invítame) e o vencedor Plácido Domingo (Siempre en Mi Corazón — Always in My Heart).

## Desempenho comercial
Em 1985, a revista Billboard publicou duas informações divergentes sobre as vendas encomendadas pelas lojas brasileiras: primeiro mencionou 700 mil cópias (em 13 de março) e depois 500 mil cópias (em 23 de março), o que gera incerteza sobre qual dado é o mais confiável. De acordo com o Jornal dos Sports, de 28 de março de 1985, após sua última apresentação em São Paulo, o grupo recebeu das mãos do vice-presidente da Divisão Latina-Americana da RCA Internacional um disco de diamante por 1 milhão de cópias vendidas no país. De acordo com Kathleen Tracy, autora da biografia do cantor Ricky Martin, Red Hot and on the Rise!, com as vendas do álbum o grupo atingiu a marca de 4 milhões de cópias vendidas no Brasil, com todos os seus discos.

## Lista de faixas
- Créditos adaptados do encarte do álbum Evolución, de 1984.[24]

| N.º | Título                | Compositor(es)      | Vocalista principal | Duração |  |
| 1.  | "Sabes a chocolate"   | C. Villa, A. Monroy | Robby Rosa          | 4:31    |  |
| 2.  | "Yo no fui"           | C. Villa, A. Monroy | Ray Reyes           | 3:31    |  |
| 3.  | "Yo seré tu bailarín" | C. Villa, A. Monroy | Charlie Massó       | 2:59    |  |
| 4.  | "Parque del Oeste"    | C. Villa, A. Monroy | Robby Rosa          | 3:51    |  |
| 5.  | "Amor primero"        | C. Villa, A. Monroy | Charlie Massó       | 3:22    |  |
| 6.  | "Agua de limón"       | C. Villa, A. Monroy | Charlie Massó       | 4:12    |  |
| 7.  | "No hay reflexión"    | C. Villa, A. Monroy | Roy Rosselló        | 2:59    |  |
| 8.  | "Persecución"         | C. Villa, A. Monroy | Ray Reyes           | 3:10    |  |
| 9.  | "Rayo de luna"        | C. Villa, A. Monroy | Ricky Martin        | 3:42    |  |
| 10. | "Me gusta esa chica"  | C. Villa, A. Monroy | Robby Rosa          | 3:44    |  |

## Tabelas
| Tabela musical (1985)                                    | Melhor posição |
| -------------------------------------------------------- | -------------- |
| Brasil (Bizz - As 10 mais vendidas)                      | 1              |
| Brasil (Nopem)                                           | 1              |
| Estados Unidos (Billboard Top Latin Albums - Califórnia) | 10             |
| Estados Unidos (Billboard Top Latin Albums - Flórida)    | 14             |
| Estados Unidos (Billboard Top Latin Albums - Texas)      | 14             |
| Porto Rico (Billboard Top Latin Albums)                  | 6              |

| Tabela musical (1985) | Posição |
| --------------------- | ------- |
| Brasil (Nopem)        | 10      |

## Certificações e vendas
| Região | Certificação | Vendas estimadas |
| ------ | ------------ | ---------------- |
| Brasil | Diamante     | 1,000,000        |

### Livros
- Martin, Ricky (2010). Me. [S.l.]: Celebra Hardcover. ISBN 978-0451234155
- Tracy, Kathleen (1999). Rick Martin: Red Hot and on the Rise!. Nova Iorque: Kensington Publishing. ISBN 0-8217-6430-6